# 924 Toni
924 Toni је астероид главног астероидног појаса. Приближан пречник астероида је 85,49 , 
а средња удаљеност астероида од Сунца износи 2,938 астрономских јединица (АЈ). 
Инклинација (нагиб) орбите у односу на раван еклиптике је 8,998 степени, а орбитални период износи 1839,653 дана (5,036 година). Ексцентрицитет орбите астероида износи 0,159. 
Апсолутна магнитуда астероида износи 9,37 а геометријски албедо 0,043.
Астероид је откривен 20. октобра 1919. године.